# Ralf Reichwald
Ralf Reichwald (* 1. April 1943 in Pschow) ist ein deutscher Arbeits- und Organisationswissenschaftler. Von 1990 bis 2009 war er Inhaber des Lehrstuhls für Betriebswirtschaftslehre – Information, Organisation und Management an der TU München.

## Leben
Ralf Reichwald studierte Betriebswirtschaftslehre an der Rheinischen Friedrich-Wilhelms-Universität Bonn, der Philipps-Universität Marburg sowie der Ludwig-Maximilians-Universität München von 1965 bis 1969. Von 1970 bis 1975 arbeitete er an der LMU München als wissenschaftlicher Mitarbeiter, wo er im Jahr 1973 promovierte. Eine Professur für Produktionswirtschaft und Arbeitswissenschaft hielt Ralf Reichwald von 1975 bis 1989 an der Universität der Bundeswehr München. Von 1991 bis 1993 war er Gründungsdekan der Fakultät für Wirtschaftswissenschaften der TU Bergakademie Freiberg, die ihn 1994 mit der Ehrendoktorwürde auszeichnete und 2013 den Titel Ehrensenator verlieh. Ralf Reichwald war maßgeblich am Reformprojekt der TU München beteiligt und wirkte in mehreren Reform-Kommissionen zur Neustrukturierung dieser Hochschule mit. 2002 bis 2005 war er erster gewählter Dekan der neugegründeten wirtschaftswissenschaftlichen Fakultät an der TU München.
Er war 2006 Mitbegründer des Center for Leading Innovation and Cooperation (Handelshochschule Leipzig), wo er weiterhin in der Forschung als Akademischer Direktor des CLIC sowie als außerplanmäßiger Professor der HHL aktiv ist. Zudem ist er langjähriger Gastprofessor an der Universität Tunis El Manar, die ihn für seine Arbeiten in Forschung und Lehre 2006 mit dem Titel Professor honoris causa auszeichnete. Seit 2005 leitet Ralf Reichwald den Beirat der Peter-Pribilla-Stiftung der TU München, seit 2009 ist er Emeritus of Excellence der Technischen Universität München. 2013 erhielt er die Ehrenplakette des Vereins Deutscher Ingenieure (VDI).
Ralf Reichwald wohnt in München und Wolfratshausen.

## Tätigkeitsfelder
Die Forschungsarbeiten von Prof. Reichwald liegen vornehmlich in der empirischen Management- und Organisationsforschung. Ferner beschäftigt er sich in zahlreichen Forschungsprojekten mit der Pilotierung und Anwendung neuer Informations- und Kommunikationstechnologien, mit der Innovation von Dienstleistungen sowie mit Führung und Führungssystemen.

## Schriften (Auswahl)
- A. S. Huff, K. M. Möslein, R. Reichwald (Hrsg.): Leading Open Innovation. The MIT Press, Cambridge 2013.
- A. Picot, R. Reichwald, R. Wigand: Information, Organization and Management. Berlin/Heidelberg 2008.
- R. Reichwald, A. Meyer, M. Engelmann, D. Walcher: Der Kunde als Innovationspartner. Konsumenten integrieren, Flop-Raten reduzieren, Angebote verbessern. Wiesbaden 2007.
- R. Reichwald, F. Piller: Interaktive Wertschöpfung – Open Innovation, Individualisierung und neue Formen der Arbeitsteilung. Wiesbaden 2006.
- R. Reichwald, M. Baethge, O. Brakel, J. Cramer, B. Fischer, G. Paul: Die neue Welt der Mikrounternehmen. Netzwerke – telekooperative Arbeitsformen ? Marktchancen. Wiesbaden 2004.
- A. Picot, R. Reichwald, R. Wigand: Die Grenzenlose Unternehmung – Information, Organisation und Management. Lehrbuch zur Unternehmensführung im Informationszeitalter. 5. Auflage. Wiesbaden 2003.
- R. Reichwald, K. Möslein, H. Sachenbacher, H. Englberger: Telekooperation. Verteilte Arbeits- und Organisationsformen. 2. Auflage. Berlin / Heidelberg / New York 2000.
- R. Reichwald, K.H. Beckurts: Kooperation im Management mit integrierter Bürotechnik. CW Publ., München 1984.